# Rino Morin Rossignol
Pour les articles homonymes, voir Morin et Rossignol (homonymie).
Rino Morin Rossignol est un écrivain acadien né en 1950 à Saint-Basile, au Nouveau-Brunswick (Canada).

## Biographie
Rino Morin Rossignol naît le 19 mai 1950 à Saint-Basile, désormais un quartier d'Edmundston, au Nord-Ouest du Nouveau-Brunswick.
En 1971, il obtient un baccalauréat en arts visuels au Collège Saint-Louis-Maillet, un établissement situé dans sa ville natale et affilié à l'Université de Moncton. Il occupe divers postes administratifs et est ensuite embauché comme traducteur en 1976 par la Fondation canadienne des maladies du rein, à Montréal. En 1980, il devient conseiller politique du premier ministre du Nouveau-Brunswick, Richard Hatfield. Il quitte ce poste en 1986 pour celui de rédacteur en chef du journal Le Matin de Moncton. Le journal disparaît en 1988 et il devient conseiller de plusieurs personnalités et institutions. Il habite à Montréal depuis 1989.
Outre ces activités professionnelles, il fait l'adaptation de l'émission française Fashion File, qui est diffusée de 1995 à 2003 à RDI sous le titre Griffe. Il signe une chronique dans L'Acadie nouvelle de Caraquet depuis 2001.
Rino Morin Rossignol est aussi un artiste et il crée une première pièce de théâtre, Pique-nique, en 1982. Cette comédie ironique met en scène Lord Durham accompagné d'un chœur représentant les trois grandes régions de l'Acadie. Son premier recueil de poésie, Les Boas ne touchent pas aux lettres d'amour (1988), est à mi-chemin entre le journal intime et la nouvelle. C'est en 1994 qu'il s'affirme en tant que poète avec la sortie de La Rupture des gestes, un recueil de poèmes écrits entre 1970 et 1988. C'est aussi le témoin de sa prise de conscience de son homosexualité. L'Éclat du Silence (1998) est une suite logique, d'autant plus que son titre est le dernier vers du recueil précédent. Intifada du cœur (2006) permet à l'auteur de poursuivre sa quête de lui-même.
Autant ses chroniques sont souvent humoristiques ou ironiques, autant ses poèmes sont angoissés et sérieux. Il adore la langue française et le démontre dans tous ses textes, que ce soit par sa précision, ses images fortes et son choix de vocabulaire.
Il reçoit en 2019 un doctorat honoris causa en communication de l'Université de Moncton.

## Œuvres

### Poésie
- L'éclat du silence, 1998, Écrits des Forges  (ISBN 9782890464919).
- Intifada du coeur, 2007, Éditions Perce-Neige  (ISBN 9782922992304).
- Pixels de chair, 2012, Éditions Perce-Neige  (ISBN 9782896911127).
- Le temps des signes, 2019, Éditions Perce-Neige  (ISBN 9782896913398).
- Carnet de la nuit tombée, 2020, Éditions Perce-Neige  (ISBN 9782896913817).

### Théâtre
- Le pique-nique, 2001, Éditions Perce-Neige  (ISBN 9782920221864).